# ヘレルプIK
もしかして
- ヘレロプIK

ではありませんか？